# ジュゼッペ・レッコ

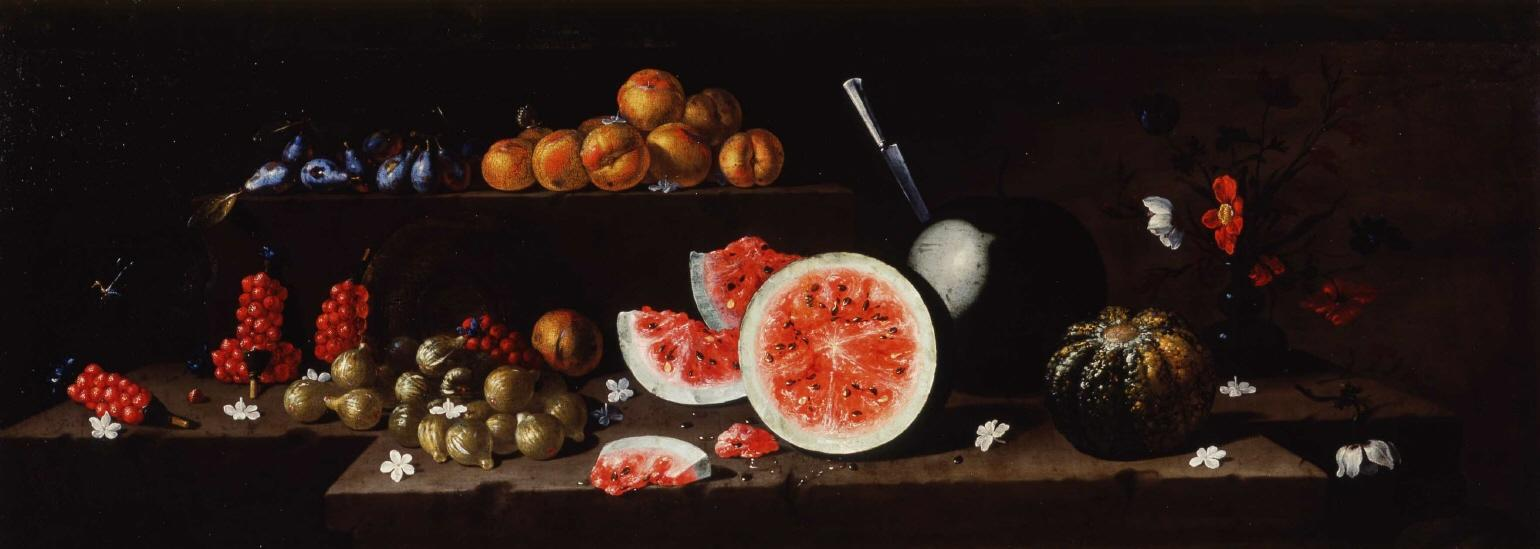
レッコ作「スイカ、かぼちゃ、花のある静物画」

ジュゼッペ・レッコ（Giuseppe Recco、1634年 - 1695年5月29日）はイタリアの画家である。狩りの獲物や、魚を描いた、静物画で知られる。

## 略歴
当時スペインから派遣される総督（副王）によって統治されていたナポリ王国で生まれた。父親のジャコモ・レッコ(Giacomo Recco: 1603-1653)は、花瓶に活けられた花を描くことが多かった静物画家で、父親や、叔父の静物画家、ジョバン・バッティスタ・レッコ(Giovan Battista Recco: 1615-1660)、父親の工房で働いていたパオロ・ポルポラ(Paolo Porpora: 1617-1673)らに学んだと考えられている。
叔父と1654年までミラノに滞在していたことが記録されていて、ミラノに近いベルガモで楽器を配した静物画を描いていた画家、エヴァリスト・バスケニス(Evaristo Baschenis: 1617–1677)からも学んだと考える研究者もいる。
題材に狩りの獲物や、魚も選び、静物画家として高い評価をえた。スペイン王室にも作品を買い上げられ、現在もプラド美術館に作品が収蔵されている。

スペイン国王、カルロス2世のもとで、イタリア出身の画家、ルカ・ジョルダーノが宮廷画家として働いていて、静物画家のアンドレア・ベルヴェデーレ(Andrea Belvedere: 1652-1732)もマドリードで働いていた。ジュゼッペ・レッコも1695年に国王から招かれ、娘のエレナ・レッコ(Elena Recco: 1654–1715)とマドリードに移る途中にスペインの港町、アリカンテで亡くなったとされる 。娘のエレナはスペインの宮廷で静物画を描き、スペインで亡くなった。

## 作品

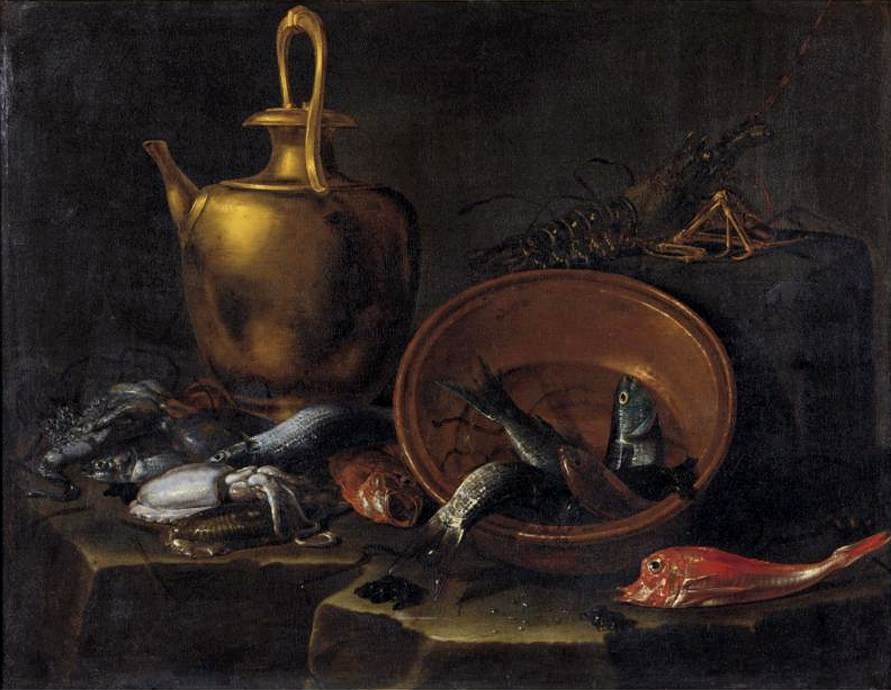
魚のある静物画
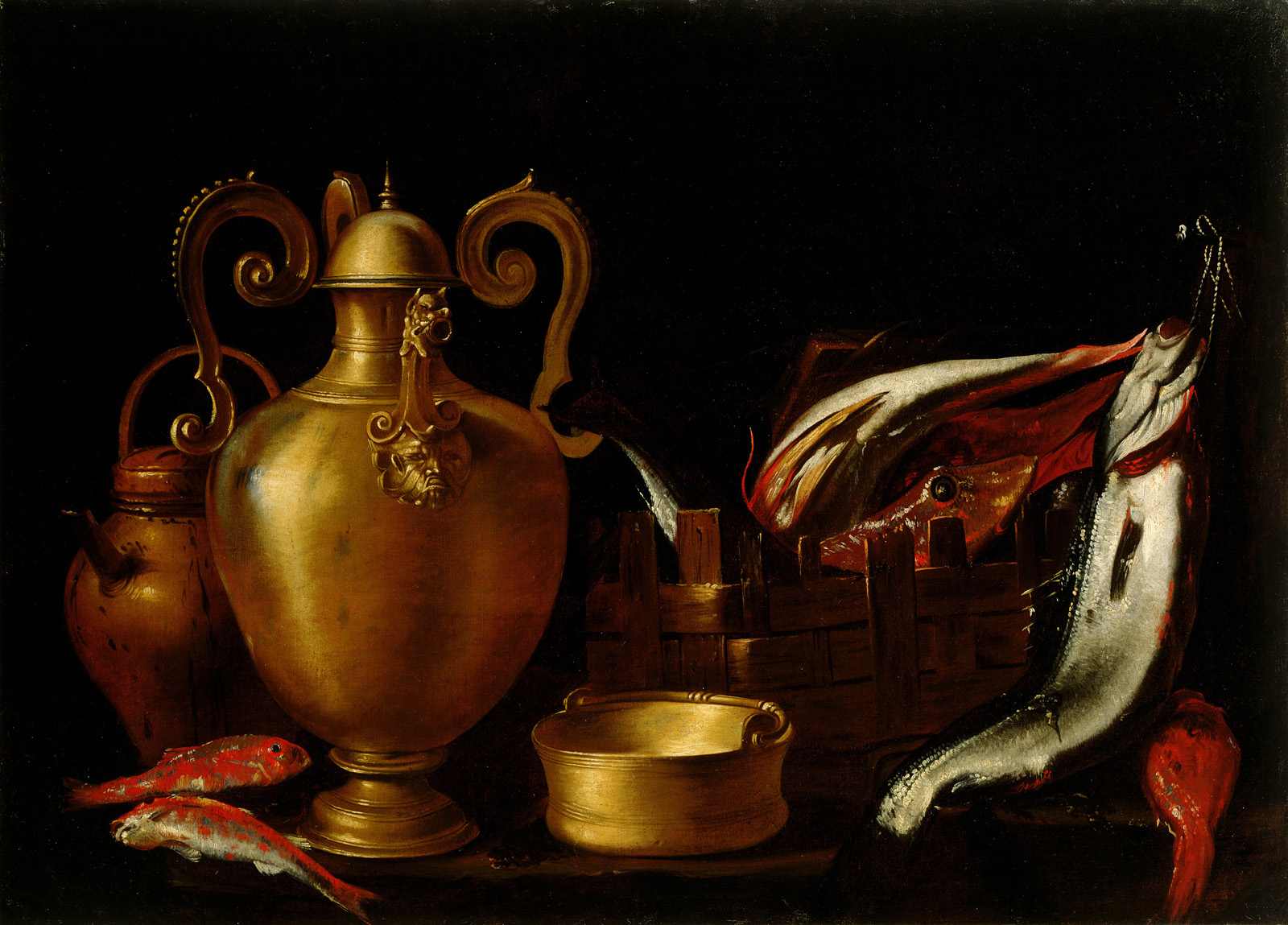
魚と皿
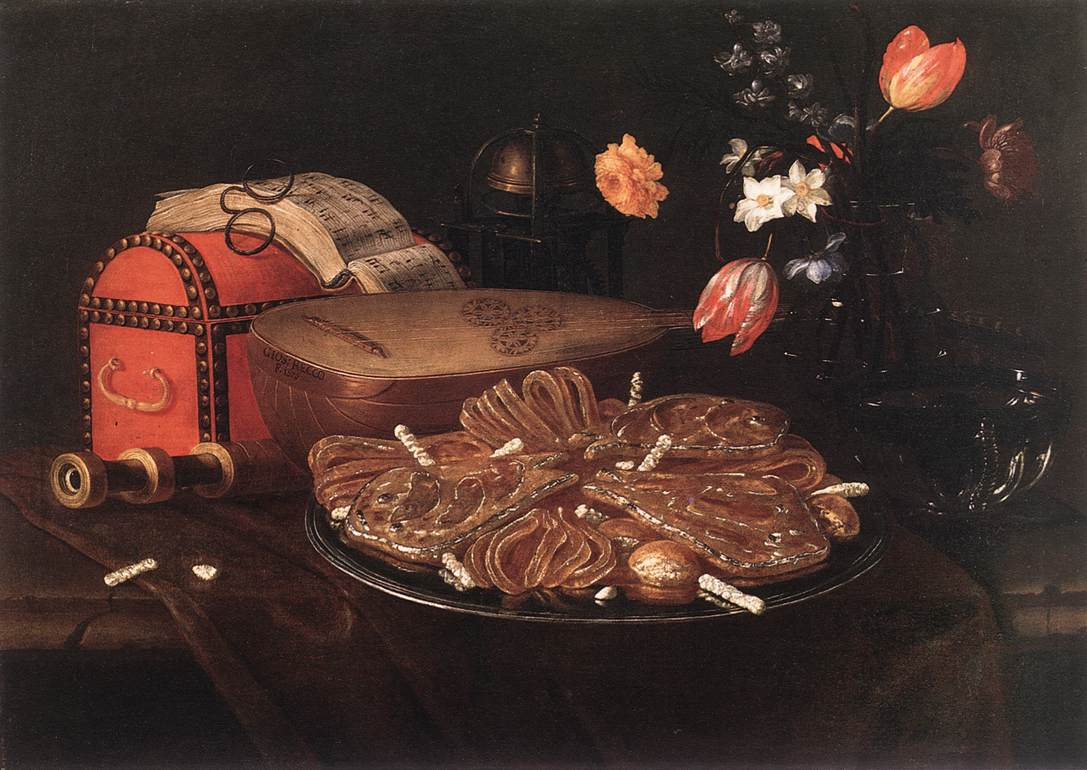
Still-life with the Five Senses